# Matt Derbyshire
Matthew Anthony Derbyshire (Blackburn, Inglaterra, 14 de abril de 1986) es un futbolista que juega de delantero en el Matlock Town F. C. de la Northern Premier League. Ha sido internacional sub-21 con Inglaterra.

## Carrera
Derbyshire debutó en la temporada 2004-05 con el Blackburn Rovers, equipo de su ciudad natal. La campaña posterior, la 2005-06 estuvo cedido en el Plymouth y el Wrexham. En la 2006-07, Matt regresó de su año cedido y permaneció en el  Blackburn Rovers. Permaneció en el Olympiacos FC hasta 2010, con el que fue campeón de la Copa de Grecia venciendo en la final al AEK Atenas FC en la tanda de penaltis después de concluir el tiempo reglamentario con el resultado de 4-4.

#### Birmingham
Regresó a Inglaterra cuando firmó para Birmingham City el 16 de agosto de 2010 en préstamo para la temporada 2010-11 de la Premier League. Hizo su debut ante su ex club Blackburn Rovers, el 21 de agosto entrando como suplente en la segunda mitad. Anotó su primer gol para el club cinco días después con una victoria por 3-2 en la Copa de la Liga, sobre Rochdale. Después de esperar hasta enero de 2011 para su primera partido en la Premier League con Birmingham, contra Blackpool, luego anotó un doblete en la victoria por 4-1 ante el Millwall. En la tercera ronda de la FA Cup. Derbyshire nunca se estableció en el primer equipo y, a pesar de haber jugado en cinco partidos en la competencia de la Copa de la Liga de esa temporada, no formó parte de la convocatoria del Birmingham para la final, en la que el club logró una sorprendente victoria por 2-1 contra el Arsenal. Dejó el club al final de la temporada después de su descenso de la Premier League. Con el club logró el título de la Copa de la Liga.

### Rotherham United
Firmó un contrato de dos años el 30 de mayo de 2014 con el recientemente promovido Rotherham United. Hasta su partida en el verano de 2016 anotó 17 goles en 69 partidos para el club.

### Omonia Nicosia
El 17 de junio de 2016 el Omonia Nicosia de la Primera División de Chipre anunció el fichaje de Derbyshire. Hizo su debut el 30 de junio contra el FC Banants Yerevan en el partido de ida de la primera ronda de clasificación de la Liga Europa de la UEFA y marcó el único gol del partido. En su primera aparición en la liga contra el Ermis Aradippou abrió el marcador con un gol de penal terminando el partido con una victoria por 3-1. El 4 de enero de 2017 llamó la atención cuando anotó un hat trick contra el Ethnikos Achnas en 4 minutos, remontando el marcador de 2-0 en contra que le dio a su equipo la victoria. Continuó anotando regularmente, y terminó la temporada como el máximo goleador de la liga con 24 goles, tres más que su rival más cercano.
El 9 de agosto de 2017 el Omonia Nicosia anunció la extensión de su contrato hasta el verano de 2021.
En el primer partido de la temporada 2017-18, el 10 de septiembre de 2017 marcó los dos goles del Omonia contra el Ethnikos Achna. Terminó la temporada con 22 goles siendo el máximo goleador por segundo año consecutivo.

## Selección nacional
Ha sido internacional con la selección de fútbol sub-21 de Inglaterra.

### Participaciones internacionales
| Torneo                  | Sede         | Resultado |
| ----------------------- | ------------ | --------- |
| Eurocopa Sub-21 de 2007 | Países Bajos | Semifinal |

## Clubes
| Club                           | País       | Año       |
| ------------------------------ | ---------- | --------- |
| Great Harwood Town F. C.       | Inglaterra | 2002-2003 |
| Blackburn Rovers F. C.         | Inglaterra | 2003-2009 |
| Plymouth Argyle F. C. (cedido) | Inglaterra | 2005-2006 |
| Wrexham A. F. C. (cedido)      | Gales      | 2006      |
| Olympiacos F. C. (cedido)      | Grecia     | 2009      |
| Olympiacos F. C.               | Grecia     | 2009-2011 |
| Birmingham City F. C. (cedido) | Inglaterra | 2010-2011 |
| Nottingham Forest F. C.        | Inglaterra | 2011-2014 |
| Oldham Athletic F. C. (cedido) | Inglaterra | 2012      |
| Blackpool F. C.                | Inglaterra | 2013      |
| Rotheram United F. C.          | Inglaterra | 2014-2016 |
| A. C. Omonia Nicosia           | Chipre     | 2016-2020 |
| Macarthur F. C.                | Australia  | 2020-2021 |
| AEK Larnaca                    | Chipre     | 2021-2022 |
| NorthEast United               | India      | 2022      |
| Bradford City A. F. C.         | Inglaterra | 2023-2024 |
| Matlock Town F. C.             | Inglaterra | 2024-     |

## Palmarés

### Campeonatos nacionales
| Título                        | Club                  | País       | Año  |
| ----------------------------- | --------------------- | ---------- | ---- |
| Superliga de Grecia           | Olympiacos F. C.      | Grecia     | 2009 |
| Copa de Grecia                | Olympiacos F. C.      | Grecia     | 2009 |
| Copa de la Liga de Inglaterra | Birmingham City F. C. | Inglaterra | 2011 |